# John Crawford (Ingenieur)

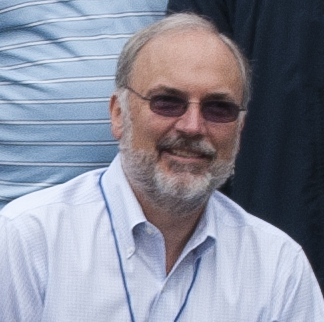
John Crawford 2011

John H. Crawford (* um 1953) ist ein US-amerikanischer Computeringenieur.
Crawford studierte Informatik an der Brown University mit dem Bachelor-Abschluss 1975 und an der University of North Carolina mit dem Master-Abschluss 1977. Er studierte dort unter anderem bei Frederick P. Brooks. Noch als Student entwickelte er 1977 bei Intel Software für den Intel-8086-Prozessor, darunter für einen Pascal-Compiler. Er ging nach dem Studium 1977 zu Intel, wo er bis 1982 an Compilern arbeitete und 1982 der Hauptarchitekt der Intel-80386-Linie wurde, der 32-Bit-Erweiterung der vorherigen 8086- bis 80286-Linie von 16-Bit-Prozessoren. Er war auch der Hauptarchitekt des Intel 80486 und war Ko-Manager im Intel-Pentium-Entwurf, der 1993 auf den Markt kam. Danach leitete er das gemeinsame Projekt von Intel und Hewlett-Packard der Itanium-Architektur eines 64-Bit-Prozessors.
Die Entwicklung des 80386 holte Intel aus einer kritischen Phase. Der Vorgänger 80286 enttäuschte die Softwareentwickler und fiel gegenüber dem Hauptkonkurrenten Motorola 68000 ab. Crawford schrieb für den 80386 noch selbst fast ein Drittel des Mikrocodes. In der Entwicklung der Nachfolger delegierte Crawford überwiegend, konzentrierte sich auf die Gesamtorganisation und ließ seinen Teams Freiräume.
Crawford leitete für den Entwurf des Pentium ein Team von über 100 Ingenieuren, wobei er auf einen empirischen Zugang setzte und in Simulationsprogrammen ausführlich testete, welche Instruktionen wie oft verwendet wurden und welche zu Engpässen führten und den Prozessor dementsprechend optimierte. Der Prozessor konnte sich dadurch damals einen Vorsprung bewahren, obwohl die verwendete CISC-Methode damals im Vergleich zu RISC-artigen Prozessorarchitekturen als veraltet galt. RISC-artige Architekturen wurden bei Intel ab dem Pentium Pro eingesetzt, mit den Höhepunkten Itanium und Pentium 4 die jedoch beide enttäuschten, weswegen danach hybride Architekturen eingesetzt wurden.
Ende der 2000er Jahre war er Direktor für Mikroprozessorarchitektur bei Intel.
1995 erhielt er den Eckert-Mauchly Award. 1997 erhielt er die IEEE Ernst Weber Managerial Leadership Recognition und 2002 wurde er Mitglied der National Academy of Engineering. Er ist seit 1992 Intel Fellow. 2014 wurde er Fellow des Computer History Museum.

## Schriften
- mit Patrick P. Gelsinger Programming the 80386, Sybex 1987